# BMO 스타디움
BMO 스타디움 (BMO Stadium)는 미국 캘리포니아주 로스앤젤레스 위치한 축구 전용 경기장으로 현재 MLS 로스앤젤레스 FC의 홈 경기장으로 사용되고 있다.
| MLS 올스타전 개최 경기장 |                                      |               |
| 2020년                   | 2021년 뱅크 오브 캘리포니아 스타디움 | 2022년        |
| 코로나19로 인한 미개최   | 2021년 뱅크 오브 캘리포니아 스타디움 | 알리안츠 필드 |
|                          |                                      |               |
|                          |                                      |               |